# پارک تومانیان
پارک تومانیان (ارمنی: Թումանյան Այգի) یک پارک عمومی در ناحیه آجاپنیاک ایروان، ارمنستان می‌باشد.
این پارک در خیابان هالابیان در گلوگاه رود هرازدان، مابین پل بزرگ هرازدان و مرکز نوآورانه فناوری‌های تومو واقع شده‌است. این پارک در سال ۱۹۷۰ میلادی افتتاح شد و مساحت ۷ هکتار در ساحل راست رود هرازدان اشغال کرده‌است و به نام هوهانس تومانیان شاعر و نویسنده مشهور در ۱۰۰مین سالگرد تولد وی نامگذاری شد.
در سال ۱۹۷۳ میلادی، مجسمه‌هایی از دو شخصیت اصلی اپرای آنوش تومانیان؛ آنوش و سارو در پارک ساخته شدند.
در سال ۱۹۸۶ میلادی، مجسمه دیگری از شخصیت داستانی تومانیان ساکوی لوری (Loretsi Sako) در پارک ساخته شد.
پارک تومانیان از زمین‌های بازی جذاب برای کودکان ایروان می‌باشد.

## نگارخانه

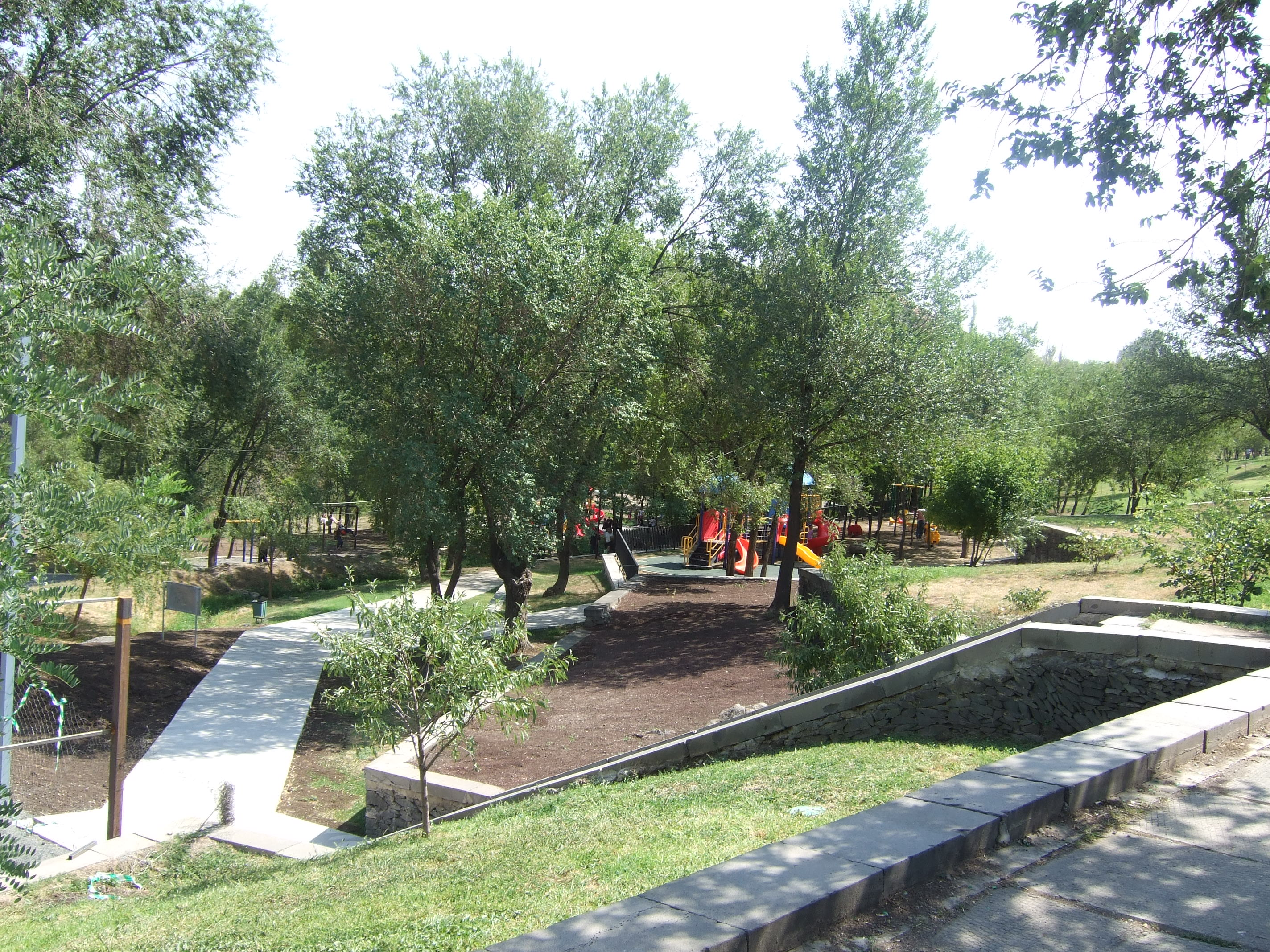
نمایی از پارک
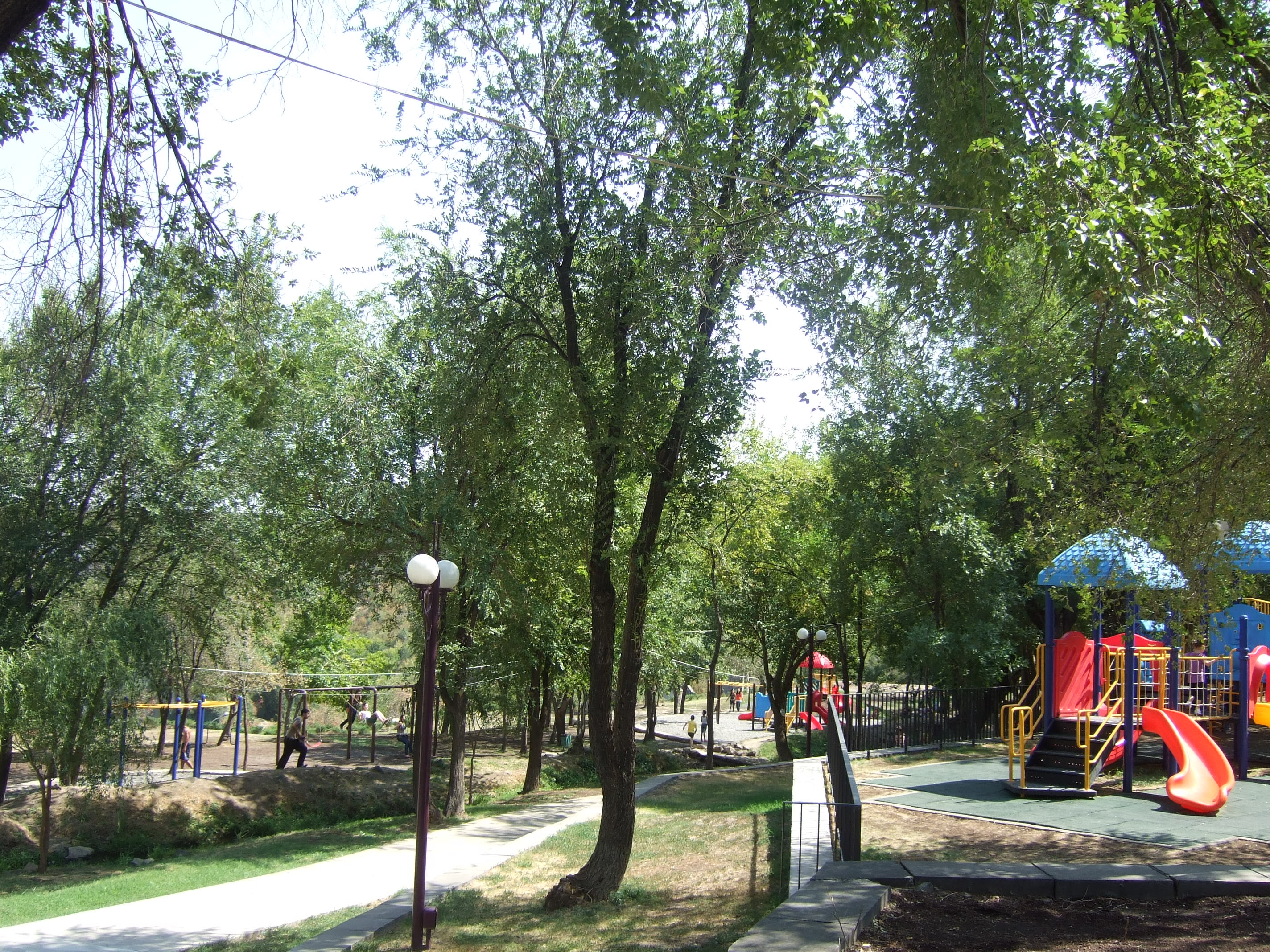
زمین بازی کودکان
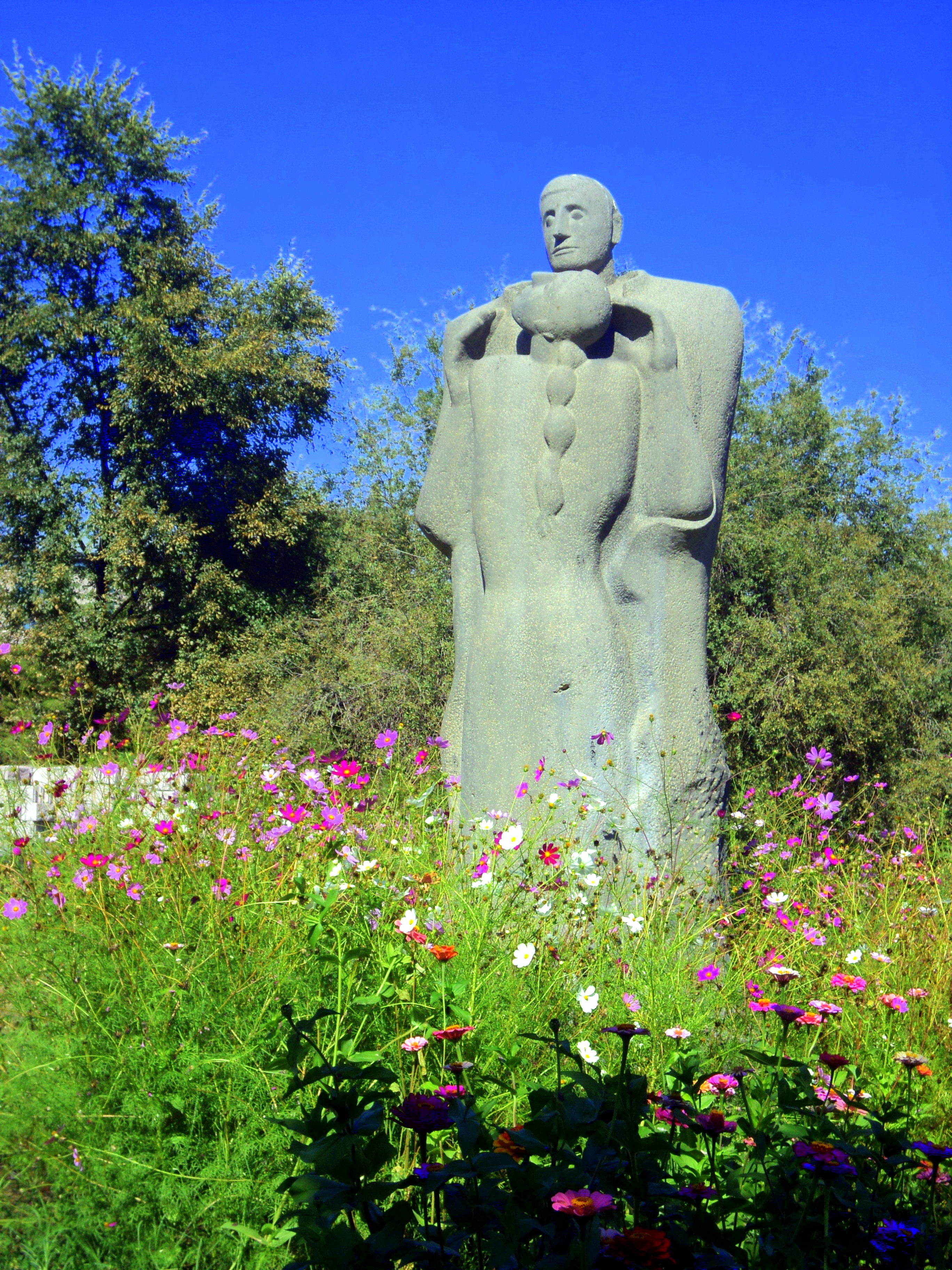
آنوش و سارو
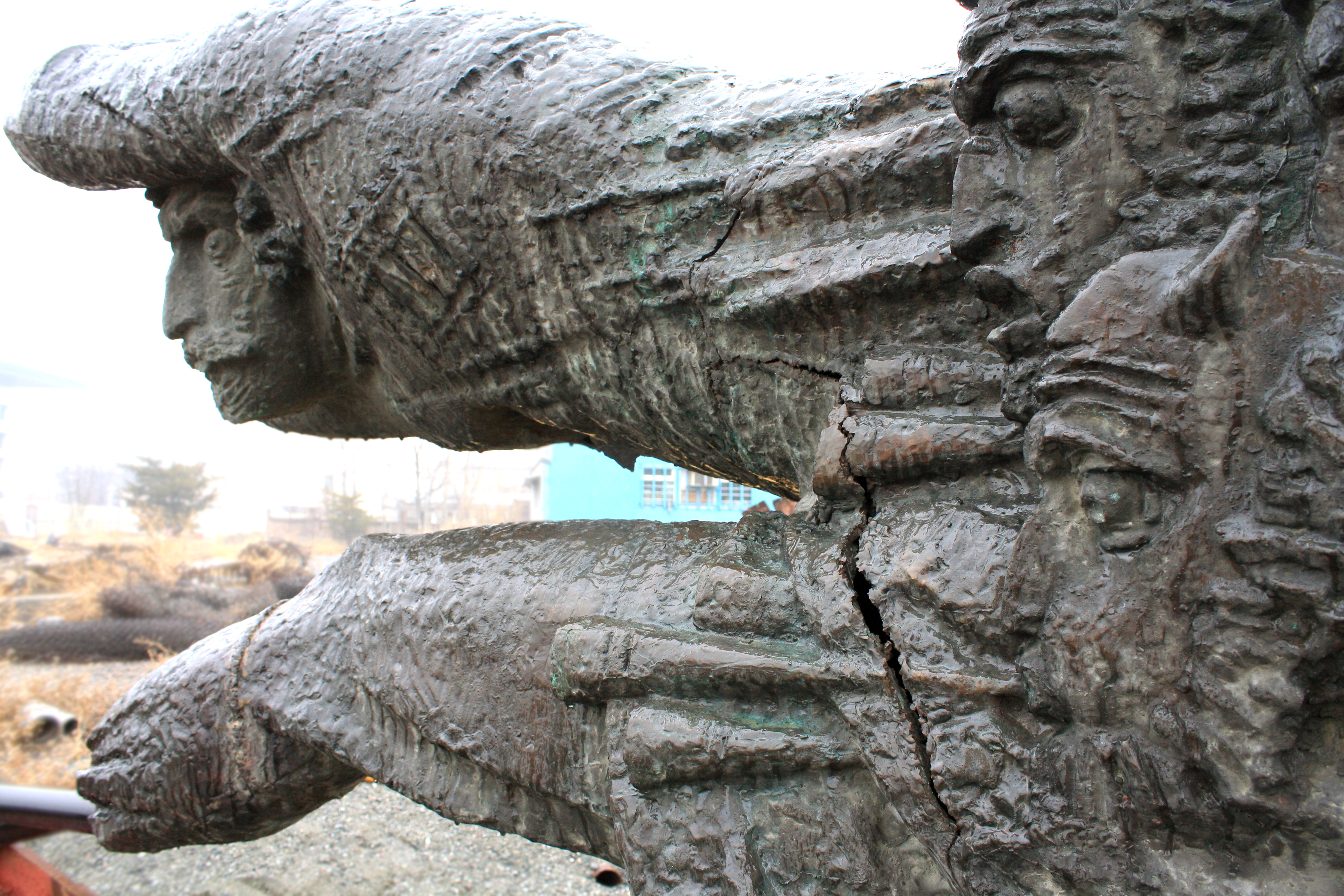
ساکوی لوری